# Dürer (cráter)
Dürer es un cráter de impacto de 195 km de diámetro del planeta Mercurio. Debe su nombre al pintor alemán  Albrecht Dürer (1471-1528), y su nombre fue aprobado por la  Unión Astronómica Internacional en 1976.